# Philippe Boucher (journaliste)
Pour les articles homonymes, voir Boucher et Philippe Boucher.
Philippe Boucher, né le 26 juillet 1941 à Lunéville et mort le 31 mars 2018 à Paris,, est un journaliste et haut fonctionnaire français.

## Biographie
Licencié en droit public, Philippe Boucher est attaché à la direction de la Société française de banque quand il entre au journal Le Monde en 1970. Chef-adjoint (1973-1976) puis chef (1976-1978) du service des informations générales, il est éditorialiste entre 1978 et 1985 puis chroniqueur entre 1985 et 1991. 
Alerté par deux informaticiens travaillant au ministère de l'Intérieur, il publie, le 21 mars 1974 dans le journal : "SAFARI" ou la chasse aux Français. Le Système automatisé pour les fichiers administratifs et le répertoire des individus, d'acronyme SAFARI , était un projet visant à réunir sur un identifiant unique, le Numéro National d'Identité (NNI) géré par l'INSEE, un maximum des fichiers de personnes créés et utilisés par les différentes administrations : état-civil, impôts, sécurité sociale, allocations familiales, ANPE, etc. Cet article qui allait faire le tour du monde a déclenché en France tout une série de débats et rapports. Ils aboutiront à la loi de 1978 dite Informatique et liberté. 
Le Monde écrit en 2014 : « (...) cet homosexuel affirmé détonne dans une rédaction où Hubert Beuve-Méry professait encore récemment: « On ne donne pas de responsabilités à des hommes comme ça »(...) Plume talentueuse, il possède un entregent extraordinaire et une influence particulière sur le nouveau directeur du Monde, Jacques Fauvet. Trois ans après son arrivée, ce dandy (...) a été nommé à la tête du service société avant d'obtenir un poste d'éditorialiste rattaché au directeur. »
Le 13 juin 1991, Philippe Boucher est nommé conseiller d'État au tour extérieur, par la volonté du président de la République François Mitterrand, avec lequel il avait noué des relations amicales dès avant l'accession de celui-ci à la présidence de République.
Dans son livre Presse et pouvoir : chronique d'un divorce impossible, Philippe Reinhard écrit, au sujet de l'affaire des diamants : « Avant mai 1981, quasi quotidiennement, Philippe Boucher, le « favori » de Jacques Fauvet, publie des éditoriaux assassins contre Valéry Giscard d'Estaing. François Mitterrand, reconnaissant, le nommera au Conseil d’État ».
En 2014, dans une enquête intitulée « Le jour où... Le Monde choisit de torpiller Giscard », Raphaelle Bacqué revenant également sur l'affaire telle qu'elle fut vécue à l'intérieur du journal le Monde, évoque l'aspect très politique de son exploitation. Son enquête mentionne notamment l'hostilité générale des journalistes du Monde à Giscard d'Estaing et leur proximité avec l'opposition. Elle indique aussi les débats internes entre ceux, tel le chef du service politique, Raymond Barillon, qui sont circonspects et réticents à reprendre les révélations du Canard enchaîné et ceux, tel Philippe Boucher, « abhorrant le giscardisme », qui veulent pousser l'affaire en l'amalgamant notamment avec des révélations mentionnées par Minute sur un permis de construire obtenu par Raymond Barre et des informations sur le patrimoine en Afrique de cousins de Giscard. Philippe Boucher reconnaîtra en 2014 avoir eu la dent un peu dure dans l'exploitation de cette histoire.
Philippe Boucher prend sa retraite le 26 juillet 2006 .
Sa tombe est au Cimetière Notre-Dame de Versailles.

## Publications
Philippe Boucher est l'auteur d'un essai paru en 1978, intitulé Le Ghetto judiciaire, pouvoir et justice, et coauteur en 1988 de La France des libertés. Il a également publié en 1994 un recueil intitulé Journal d'un amateur - Chroniques, 1985-1988.